# São Pedro do Butiá
São Pedro do Butiá est une municipalité brésilienne située dans l'État du Rio Grande do Sul.